# Goniobranchus epicurius
Goniobranchus epicurius is een slakkensoort uit de familie van de Chromodorididae. De wetenschappelijke naam van de soort is voor het eerst geldig gepubliceerd in 1905 door Basedow & Hedley.